# Donje Romanovce
Donje Romanovce (en serbe cyrillique : Доње Романовце) est un village de Serbie situé dans la municipalité de Surdulica, district de Pčinja. Au recensement de 2011, il comptait 390 habitants.

## Démographie

### Évolution historique de la population
| 1948 | 1953 | 1961 | 1971 | 1981 | 1991 | 2002 | 2011 |
| ---- | ---- | ---- | ---- | ---- | ---- | ---- | ---- |
| 349  | 429  | 337  | 357  | 399  | 418  | 509  | 390  |

|  |